# 蒸着

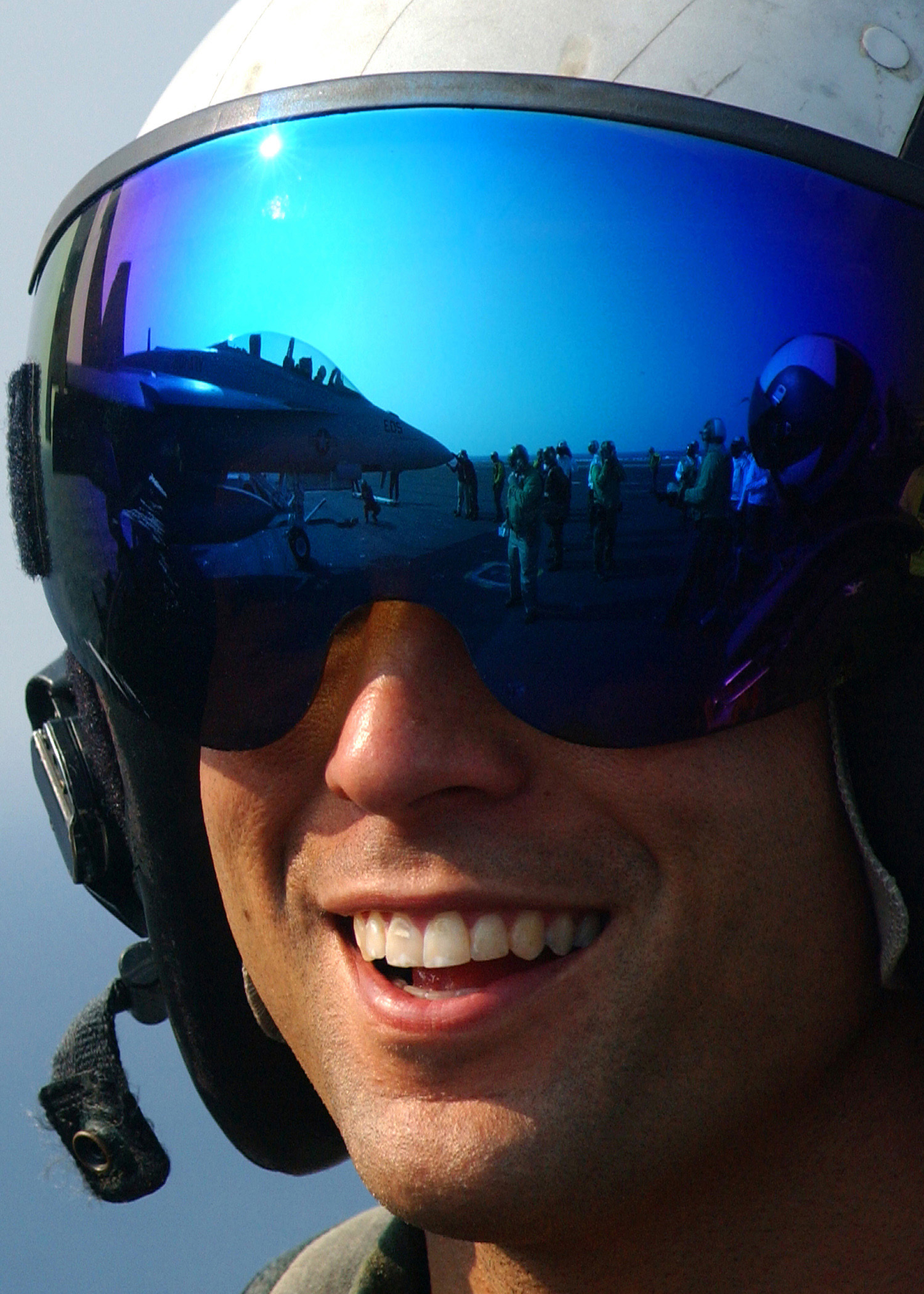
蒸着で鏡面化されたヘルメットのゴーグル

蒸着（じょうちゃく、英語：vapor deposition）とは、金属や酸化物などを蒸発させて、素材の表面に付着させる表面処理あるいは薄膜を形成する方法の一種。蒸着は、物理蒸着（PVD）と化学蒸着（CVD）に大別される。ここでは主にPVDの一種である真空蒸着を解説する。

## 真空蒸着の原理
真空にした容器の中で、蒸着材料を加熱し気化もしくは昇華して、離れた位置に置かれた基板の表面に付着させ、薄膜を形成するというものである。蒸着材料、基板の種類により、抵抗加熱、電子ビーム、高周波誘導、レーザーなどの方法で加熱される。蒸着材料は、アルミニウム、クロム、亜鉛、金、銀、プラチナ、ニッケルなどの金属類と光学特性を有する薄膜（光学薄膜）では主にSiO2、TiO2、ZrO2、MgF2などの酸化物やフッ化物を使用する。蒸着は金属の他、樹脂や硝子等にも利用され、紙などにも処理が可能である。
成膜する際に基板や蒸着材料によってはRFプラズマやイオン銃照射により蒸着前処理を施す事により密着性を向上できる。しかし、被蒸着物が樹脂の場合はこの前処理を行った場合逆効果になる物があるため被蒸着物の内容が明らかでない場合は、予め調査及び事前試験する必要がある。
ここで、RFプラズマとは、真空槽内にアルゴンや酸素のガスを導入し電源周波数13.56MHz(電波法における高周波利用設備に該当:ISMバンド)の高圧電源によりイオン化させ被蒸着物の表面を改質する手法である（RFイオンプレーティング）。
また、イオン銃はイオン銃本体内部にアルゴンや酸素ガスを導入しイオン化させ本体上面に設置された直径1mm程度の穴より被蒸着物の表面に向けイオンを照射する機器である（IAD：Ion Assist Deposition）(2)。
容器を真空にする理由は、蒸着材料の分子が基板に達する前に、容器内の残存気体分子に衝突することを防止するためと、蒸着材料の蒸発温度を下げて蒸着を容易にするためである。10-3～10-4 Pa程度の真空度が必要とされる。真空のためには真空ポンプが用いられる。
蒸着中の膜厚の計測は、分光学的に反射率や屈折率を計測する方法(XRD)や、水晶振動子の蒸着材料付着による振動数の変化を測定する方法などがある。

## 真空蒸着の用途
光学薄膜（メガネやレンズの反射防止膜、特殊ミラーなど）、磁気テープ（オーディオテープやビデオテープなど）、ディスプレイ構成の電極・半導体膜・絶縁膜など（プラズマディスプレイや有機EL、液晶ディスプレイ）、携帯電話、PDAのディスプレイ表面・本体装飾コーティングなど、電子部品（抵抗やコンデンサ、半導体集積回路など）、食品包装材（スナック菓子などの袋に用いられているアルミ蒸着フィルムなど）、ファッション素材や建材などがあり、様々な分野に広く利用されている。走査型電子顕微鏡やEPMAの観察に際し、チャージアップを防ぐためにCやAuなどを蒸着させることもある。
東映製作の特撮テレビドラマ『宇宙刑事ギャバン』(1982年)で主人公のギャバンが装着するコンバットスーツは、撮影に際してFRPに金属を真空蒸着する技術で制作され、高い金属質感と軽量化を実現している。また、劇中でもギャバンがこのスーツを装着する際に「蒸着！」のかけ声が使用されている。

## 真空蒸着の歴史
1857年にマイケル・ファラデーが基本原理のもと最初に行ったとされる。後、1930年代には油拡散式真空ポンプの実用化により、主にレンズの反射防止膜の作成に使用されるようになる。第二次世界大戦では、他の光学機器の需要が高まり、真空蒸着も発展を遂げる。